# اولیویا آلینا می
اولیویا آلینا می (انگلیسی: Olivia Alaina May؛ زادهٔ ۲۲ اکتبر ۱۹۸۵) یک هنرپیشه اهل ایالات متحده آمریکا است.
از فیلم‌ها یا برنامه‌های تلویزیونی که وی در آن نقش داشته است می‌توان به بدو عزیزم بدو ، باکره ۱۸ ساله، دو دختر ورشکسته، کارشناسان سکس و وست‌ورلد اشاره کرد.